# III Congresso del Partito Comunista d'Italia
Il III Congresso del Partito Comunista d'Italia si svolse a Lione dal 20 al 26 gennaio 1926.
Al congresso presero parte oltre settanta delegati, tra cui Amadeo Bordiga, Antonio Gramsci, Angelo Tasca, Palmiro Togliatti, Ruggero Grieco, Alfonso Leonetti, Mauro Scoccimarro, Giacinto Menotti Serrati Luigi Longo e Giovanni Fusconi. Il rappresentante per l'Internazionale Comunista era il segretario generale del Partito Comunista Svizzero Jules Humbert-Droz.
Nel congresso si delineò lo scontro tra la linea di Bordiga e quella di Gramsci, nonché un maggior avvicinamento all'Unione Sovietica e quindi la bolscevizzazione del PCd'I.
l lavori e le tematiche affrontate furono sintetizzati da Gramsci in un articolo per l'Unità del 24 febbraio 1926 intitolato Il significato e i risultati del III Congresso del Partito comunista d'Italia.

## Convocazione
Con l'instaurazione del regime fascista e l'inasprirsi della repressione da parte della Milizia Volontaria per la Sicurezza Nazionale, i dirigenti del PCd'I si videro costretti a svolgere il loro III Congresso in un luogo sicuro all'estero. Inizialmente, il Comitato esecutivo scelse Vienna come città ma l'organizzatore Mario Codevilla si ammalò gravemente. Fu deciso quindi di organizzare il Congresso a Lione, dove si trovavano emigrati italiani in gran parte comunisti e socialisti. Dopo aver attraversato il confine con la Francia, i delegati si riunirono clandestinamente per iniziare i lavori del III Congresso del PCdI.

## Svolgimento
( Antonio Gramsci, Il significato e i risultati del III Congresso del Partito Comunista d'Italia, in l'Unità, 24 febbraio 1926.)
I lavori del Congresso si svolsero con difficoltà e in locali diversi di Lione, con i delegati ricercati dalla gendarmeria francese. Le sessioni plenarie si alternarono a quelle delle quattro commissioni (politica, sindacale, agraria, organizzativa) e fu discusso il bilancio storico del PCd'I nei suoi primi cinque anni di attività.

### Bordighisti e gramsciani
I bordighisti costituivano la fazione maggioritaria e di sinistra del Partito: erano contrari alla linea stalinista del socialismo in un solo paese e alla forte influenza del Partito Comunista di tutta l'Unione (bolscevico) nel Comintern. La sinistra del Partito dubitò della validità della rappresentanza italiana e delle sue deliberazioni, facendo ricorso al Comitern che sarebbe stato poi respinto. Nella relazione per l'Unità del 24 febbraio 1926, Gramsci considerò tale iniziativa come una provocazione. A difesa di Bordiga vi era Ottorino Perrone, che premeva per l'opposizione all'Aventino, espressione di partiti antiproletari, e per la denuncia degli alleati del fascismo. Perrone considerò Bordiga come il capo della rivoluzione italiana.
Gli oppositori di Bordiga, vicini a Gramsci, attaccarono duramente la sinistra. Luigi Longo della Federazione Giovanile Comunista Italiana accusò la sinistra di non essersi posta concretamente il problema politico della lotta al fascismo, mentre Isidoro Azzario affermò che:

### Tesi di Lione
Antonio Gramsci presentò le Tesi congressuali scritte insieme a Palmiro Togliatti, dove furono esposte le idee per una nuova concezione dell’organizzazione e furono rifiutate le tesi della sinistra comunista.

## Esito
Il III Congresso introdusse la carica di segretario generale mentre fino ad allora i dirigenti al vertice erano semplicemente chiamati redattore capo o segretario. Il Congresso approvò le Tesi, elesse il Comitato centrale con il 90,8% dei voti favorevoli e Gramsci segretario del Partito, mentre si ridusse l'influenza di Bordiga nel PCd'I. Si delineò un rinnovamento dei quadri e il concetto di partito come espressione diretta della classe lavoratrice.